# Albert Wiktor (książę)
Albert Wiktor, książę Clarence i Avondale, właśc. Albert Victor (ur. 8 stycznia 1864, zm. 14 stycznia 1892) – książę Zjednoczonego Królestwa, członek brytyjskiej rodziny królewskiej, syn księcia Walii Edwarda (przyszłego króla Edwarda VII) i księżnej Aleksandry (księżniczki duńskiej). Jego ojciec, syn królowej Wiktorii,  nosił tytuł następcy tronu, książę Albert jako jego najstarszy syn był drugi w linii następstwa korony.

## Życiorys
Urodził się jako wcześniak, co wskazywano jako przyczynę niskich zdolności intelektualnych. Rozpoczął studia w Cambridge, jednak z powodu słabych rezultatów przerwał je i został przekazany do służby w armii brytyjskiej. Prowadził swobodny tryb życia, był zamieszany w kilka skandali obyczajowych. Istniała teoria, wiążąca osobę księcia ze zbrodniami Kuby Rozpruwacza. Przetrwała ona w niektórych adaptacjach filmowych, chociaż historycy wykazali jednoznacznie, że w czasie morderstw londyńskich książę przebywał w Szkocji.
Zaręczył się z księżniczką Marią Teck; do małżeństwa nie doszło, książę Albert zmarł na zapalenie płuc w 1892. Księżniczka Maria wyszła potem za mąż za młodszego brata Alberta, przyszłego króla Jerzego V.
Także śmierć księcia nie pozostała bez komentarzy i rozmaitych teorii. Jedna z wersji mówiła o syfilisie, inna o przedawkowaniu morfiny; pojawiła się także hipoteza, że książę dożył lat 20. XX wieku w izolacji na wyspie Wright, zaś śmierć była mistyfikacją mającą na celu wyeliminować go z linii następstwa tronu.

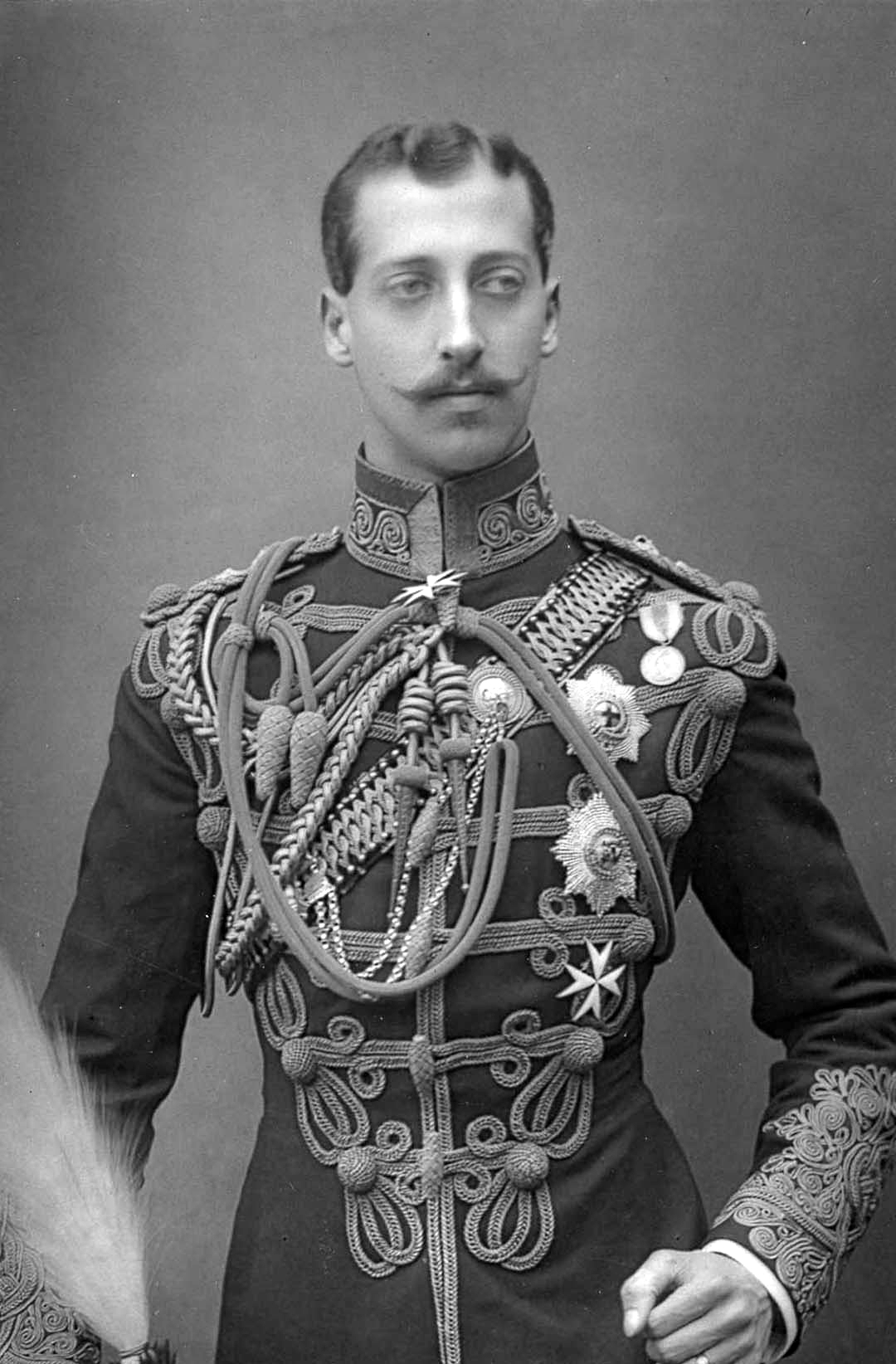
Albert Victor
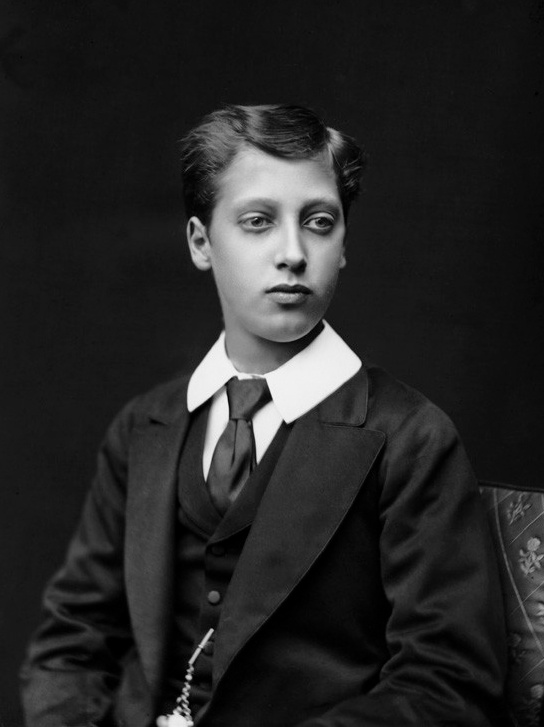
Albert Victor (1875)
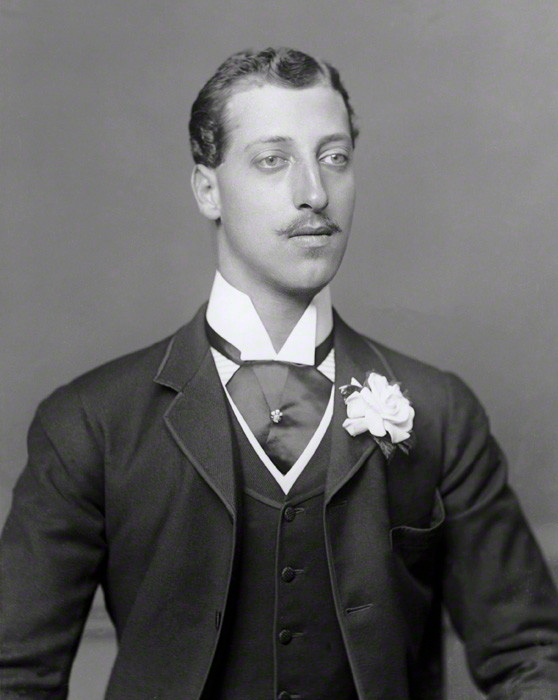
Albert Victor (późne lata 1880.)